# سید محمد لاهیجانی
سید محمد حسینی لاهیجانی فرزند سید احمد حسینی، از مشاهیر لاهیجان و از عالمان قرن دوازدهم است.

## استادان
او از شاگردان علامه محمدباقر مجلسی (م ۱۱۱۰ ق) است.

## تالیفات
نظم اللآلی، فهرست الکتب المأخوذ منهاالبحار، صلاه الجمعه، حلیه النسوان، تحفه المصلین از آثار اوست.
اثر معروف او، نظم‌اللاٌلی جواب سؤالات فقهی است که علامه مجلسی از او نموده و او آنها را جواب گفته و بر استادش عرضه داشته و آنها به تأیید رسانده است. او این کتاب را به اسم شاه سلیمان صفوی تألیف کرده و در ۱۱۰۳ ق از تألیف آن فراغت یافته است.